# Mimosa microcarpa
Mimosa microcarpa är en ärtväxtart som beskrevs av George Bentham. Mimosa microcarpa ingår i släktet mimosor, och familjen ärtväxter. Inga underarter finns listade i Catalogue of Life.